# بهاما سرینیواسان
بهاما سرینیواسان (انگلیسی: Bhama Srinivasan؛ زادهٔ ۲۲ آوریل ۱۹۳۵) یک ریاضی‌دان اهل ایالات متحده آمریکا در زمینه نظریه گروه‌ها است.